# Блян
Блян или попадийка, буника (Hyoscyamus) е род покритосеменни растения от семейство Картофови (Solanaceae). Представителите му са тревисти едногодишни или двугодишни растения.

## Видове
Родът включва 11 вида, сред които:
- Бял блян (Hyoscyamus albus)
- Hyoscyamus aureus
- Hyoscyamus muticus
- Черен блян (Hyoscyamus niger)